# Zacharowskoje (rejon charowski)
Zacharowskoje (ros. Захаровское) – wieś w Rosji, w rejonie charowskim obwodu wołogodzkiego. W 2010 r. liczyła 5 mieszkańców.